# 櫟本憲勝
櫟本 憲勝（いちのもと のりかつ）は、TBSテレビ（旧TBSエンタテインメント⇒制作3部）編成制作本部制作局制作センターバラエティ制作部所属のバラエティ番組プロデューサー。
早稲田大学卒業後、フジテレビジョンに入社。第2制作部に所属し、『森田一義アワー 笑っていいとも!』のアシスタントプロデューサーを務めていた。
1998年、TBSに移籍。以前は荒井昌也、戸高正啓、利根川展、吉田裕二、合田隆信の下で番組を制作していたが、現在は番組制作を離れている。

## 担当番組

### 過去

#### プロデューサー
- アッコにおまかせ!
- ロンロバ!金メダル
  - もう時効だヨ全員集合 史上最強!花の芸能界オフレコトークバトル
- オビラジR
- 新知識階級 クマグス
- 第51回輝く!日本レコード大賞
- Seiko presents Sound Inn "S"[2]

#### 戸高正啓班時代
- ラブセン!
- オトセン!
- オオカミ少年
- R30
- THE CHAIR
- ゲンセキ

#### 荒井昌也班時代
- 10カラット
- ザ・放送ヲ阻止セヨ!!これ知られたら芸能界明日から生きてけない絶体絶命スペシャル!
- ナイナイクリスマス!!ブチ抜き4時間生放送
- リンカーン
- 笑いの祭典!! ザ・ドリームマッチ'05

#### 利根川展班時代
- ドッカ〜ン!
- ヤレデキ!世界大挑戦[3]

#### 合田隆信班時代
- 学校へ行こう!MAX

### ディレクター
- ウンナンのホントコ!

### フジテレビ時代
- 笑っていいとも!
- めちゃ²イケてるッ!
「カウンタックの宅急便」企画で、お台場引越し時に河田町の旧局舎に置いてきた私的な手紙の内容を暴露されていた。